# Leptotarsus pseudotortilis
Leptotarsus pseudotortilis är en tvåvingeart som beskrevs av Nikolas Vladimir Dobrotworsky 1974. Leptotarsus pseudotortilis ingår i släktet Leptotarsus och familjen storharkrankar. Inga underarter finns listade i Catalogue of Life.